# Short N.2B
Short N.2B là một mẫu thử thủy phi cơ tuần tra của Anh trong Chiến tranh thế giới I, do Short Brothers thiết kế chế tạo,

## Tính năng kỹ chiến thuật
Dữ liệu lấy từ British Aeroplanes 1914-18 
Đặc điểm tổng quát
- Kíp lái: 2
- Chiều dài: 40 ft 2 in (12,25 m)
- Sải cánh: 55 ft 2 in (16,82 m)
- Chiều cao: 13 ft 9 in (4,19 m)
- Diện tích cánh: 678 ft² (63 m²)
- Trọng lượng rỗng: 3.280 lb (1.481 kg)
- Trọng lượng có tải: 4.911 lb (2.232 kg)
- Động cơ: 1 × Sunbeam Maori, 275 hp (205 kW)

 Hiệu suất bay 
- Vận tốc cực đại: 80 knot (92 mph, 148 km/h) trên mực nước biển
- Trần bay: 10.600 ft (3.200 m)
- Tải trên cánh: 7,24 lb/ft² (35,4 kg/m²)
- Công suất/trọng lượng: 0,056 hp/lb (0,092 kW/kg)
- Thời gian bay: 4,5 h
- Lên độ cao 2.000 ft (610 m): 4 phút 50 giây
- Lên độ cao 10.000 ft (3.050 m): 40 phút 35 giây

Trang bị vũ khí

- Súng: 1x súng máy Lewis 0.303 in (7,7 mm)
- Bom: 2x quả bom 230 lb (105 kg)